# ORP Sokół (1940)
ORP Sokół (N.97) – polski okręt podwodny z czasów II wojny światowej. Należał do brytyjskiego typu U, został wydzierżawiony przez Polską Marynarkę Wojenną, polską banderę podniesiono na nim 19 stycznia 1941 roku. W trakcie służby we flocie polskiej odbył dwie kampanie na Morzu Śródziemnym. Operując z baz na Malcie, a następnie w Bejrucie, odniósł sukcesy w wojnie podwodnej przeciw żegludze państw Osi, zatapiając co najmniej 14 jednostek przeciwnika: 13 statków i 1 jednostkę wojenną. Dzięki sukcesom bojowym „Sokół” wraz z bliźniaczym „Dzikiem” zyskał sobie miano Terrible Twins („straszne bliźniaki”). Po zakończeniu działań wojennych „Sokół” został zwrócony Royal Navy, po czym zezłomowany w 1949 roku.

## Przejęcie okrętu przez Marynarkę Wojenną
Po utracie w czerwcu 1940 roku okrętu podwodnego „Orzeł” i przesunięciu do rezerwy „Wilka” dowództwo Marynarki Wojennej stanęło wobec konieczności pozyskania nowych okrętów podwodnych. W kwietniu 1940 roku kapitan Bogusław Krawczyk, dowódca „Wilka”, został wysłany do Szwecji z misją sprowadzenia do Wielkiej Brytanii internowanych tam we wrześniu 1939 roku trzech okrętów – „Sępa”, „Rysia” i „Żbika” – lecz jego działania nie przyniosły rezultatu.

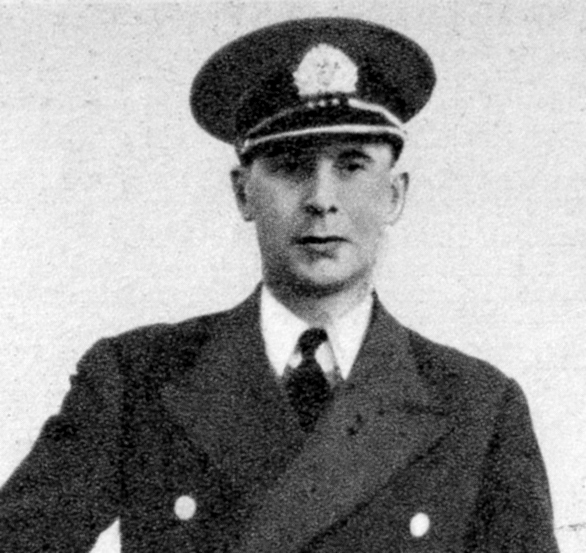
Kapitan Borys Karnicki

W związku z tym Kierownictwo Marynarki Wojennej zwróciło się do władz brytyjskich o przekazanie, na mocy umowy z dnia 18 listopada 1939 roku w sprawie współpracy między polską i brytyjską marynarką wojenną oraz dodatkowego tajnego protokołu z dnia 3 grudnia 1940 roku, któregoś z nowo budowanych okrętów. Wybór padł na „Urchina”, który znajdował się wówczas w końcowej fazie prac wyposażeniowych. Jego budowę rozpoczęto 9 grudnia 1939 roku w stoczni koncernu Vickers-Armstrongs w Barrow-in-Furness, a zwodowano go 30 września 1940 roku. W związku z przygotowaniami do przejęcia okrętu podwodnego, na „Wilku”, z którego część oficerów i specjalistów miała przejść na nowy okręt, dzielono stanowiska pomiędzy „Wilka” i... „Owcę” (tj. przyszłego „Sokoła”) – odnosiło się to do powiedzenia „By wilk był syty i owca cała”. Incydent znalazł swoisty finał w herbie „Sokoła”, w którym znalazła się owca.
Uroczystość podniesienia polskiej bandery na ORP „Sokół”, bo taką nazwę wybrano dla nowej jednostki, odbyła się 19 stycznia 1941 roku w basenie stoczniowym, z udziałem Naczelnego Wodza, generała Władysława Sikorskiego. Okręt otrzymał brytyjski numer taktyczny N.97. Dowódcą został mianowany dotychczasowy zastępca dowódcy „Wilka”, kapitan marynarki Borys Karnicki, który – mimo oporów kapitana Krawczyka – zabrał na nową jednostkę znaczną część podoficerów-specjalistów tego okrętu. Zastępcą dowódcy „Sokoła” został kapitan Bolesław Romanowski.

## Charakterystyka taktyczno-techniczna

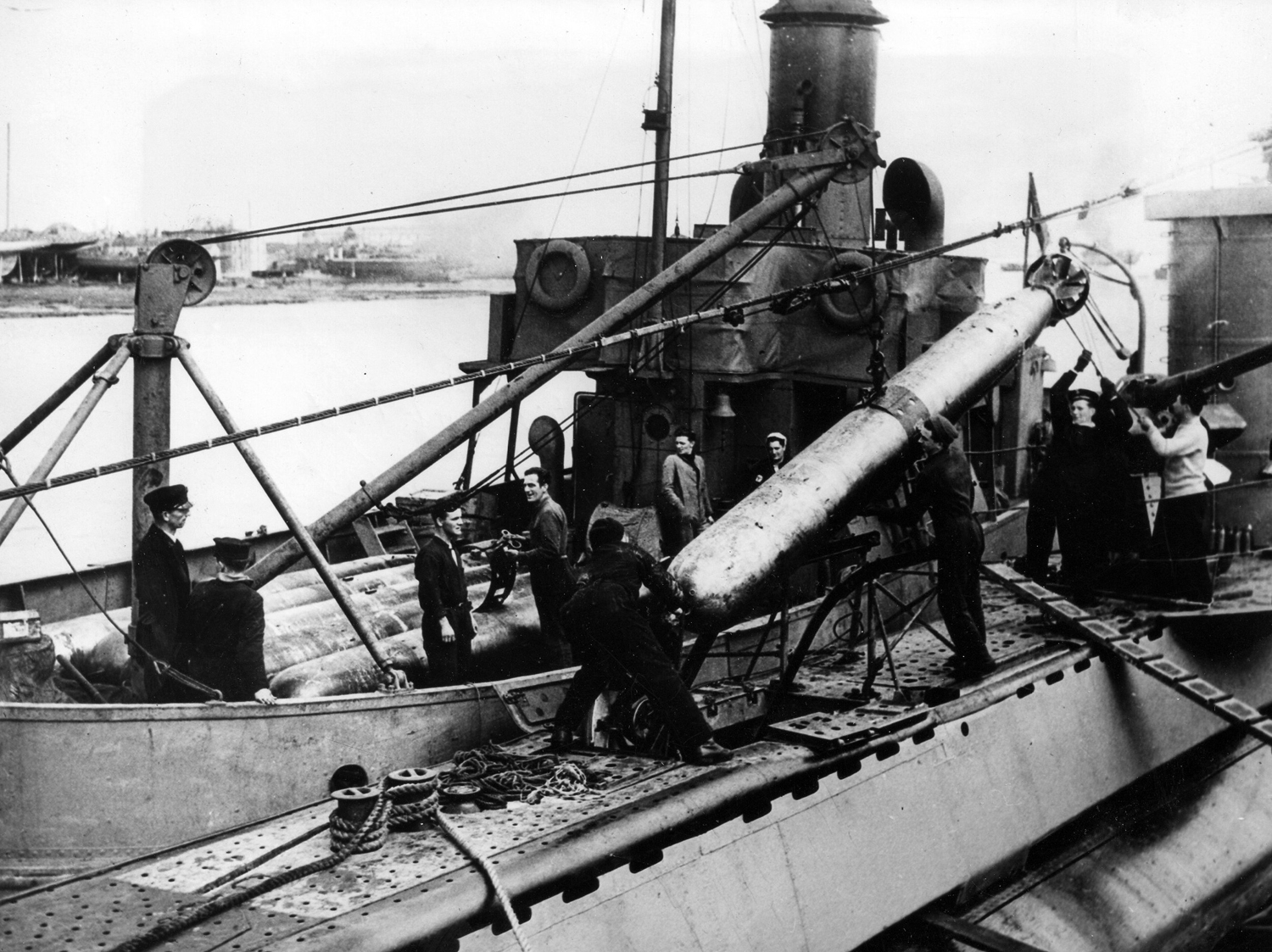
Załadunek torped Mark VIII w 1943 roku

„Sokół” był jednym z dwunastu okrętów drugiej serii typu U, których budowę rozpoczęto jeszcze w 1939 roku. Były to proste w konstrukcji, niewielkie, jednokadłubowe okręty przeznaczone do działań na morzach okalających Wielką Brytanię. W czasie II wojny światowej znaczna część okrętów typu U działała na Morzu Śródziemnym. Miały nitowany kadłub o całkowitej długości 58,6 metra i szerokości 4,9 metra oraz wyporności na powierzchni 540 ton angielskich (ts), w zanurzeniu zaś – 735 ts. Konstrukcyjna dopuszczalna głębokość zanurzenia wynosiła 60 metrów. Okręt miał napęd diesel-elektryczny: stanowiły go dwa silniki elektryczne General Electric o łącznej mocy 825 shp, zasilane w energię elektryczną przez 2 generatory elektryczne Diesla Davey-Paxman o łącznej mocy 615 shp lub z baterii akumulatorów (w zanurzeniu), poruszające dwa wały napędowe z trójłopatowymi śrubami. Prędkość maksymalna wynosiła 11,75 węzła na powierzchni i 10 węzłów w zanurzeniu. Zapas paliwa do generatorów wynosił 41 ton, co zapewniało zasięg 4050 mil morskich przy prędkości 10 węzłów. Pojemność akumulatorów elektrycznych zapewniała „Sokołowi” możliwość pływania podwodnego przez 60 godzin przy prędkości 2 węzłów.
Podstawowe uzbrojenie stanowiły cztery wyrzutnie torpedowe kalibru 533 mm, umieszczone w przedziale dziobowym, z ośmioma torpedami Mark VIII, czterema w wyrzutniach i czterema zapasowymi.
Uzbrojenie artyleryjskie składało się z działa kalibru 76 mm na pokładzie przed kioskiem oraz dwóch lub trzech karabinów maszynowych Lewis kalibru 7,7 mm montowanych na podstawach w kiosku, z możliwością zdejmowania. Na wyposażenie nawigacyjne składały się dwa peryskopy, wachtowy i bojowy, żyrokompas, ASDIC oraz radiostacja ze składanym masztem antenowym (usuniętym w 1943 roku). Załoga okrętu składała się z 3–4 oficerów oraz 33 podoficerów i marynarzy. Stan zapasów i warunki panujące na okręcie limitowały czas trwania patrolu do 12 dni, jednak w warunkach wojennych czas ten niejednokrotnie wydłużano.
Jak w przypadku wszystkich brytyjskich okrętów podwodnych tego czasu, zwłaszcza zaś okrętów typu U, Sokół wyposażony był w prymitywny system obserwacji nocnej, pozbawiony był nowoczesnego systemu kontroli ognia i celowania, zaś brak kalkulatora torpedowego o możliwościach porównywalnych z tego typu urządzeniami we flotach niemieckiej, amerykańskiej, czy nawet japońskiej, znacznie ograniczał możliwości bojowe okrętu. Okręt nie mógł bowiem wystrzelić salwy torped w kierunku kilku celów, zamiast tego dowódca musiał celować całym swoim okrętem do jednego celu. Dodatkowo, niezwykle mała prędkość nawodna okrętów typu U, czyniła te okręty niezbyt przydatnymi do zwalczania żeglugi, zwłaszcza szybkich i silnie bronionych konwojów na Morzu Śródziemnym, co znalazło swoje odbicie w całkowitej porażce brytyjskiej floty podwodnej na Morzu Śródziemnym, w okresie transportu do Afryki niemieckiego Afrika Korps.

## Działalność operacyjna
Po podniesieniu polskiej bandery i skompletowaniu załogi „Sokoła” przydzielono na czas szkolenia do 3. Flotylli Okrętów Podwodnych (ang. 3rd Submarine Flotilla), stacjonującej w Holy Loch w Szkocji. Po zakończeniu ćwiczeń okręt przeszedł 25 marca 1941 roku do Portsmouth, gdzie rozpoczął działalność bojową w składzie 5. Flotylli Okrętów Podwodnych. Pierwsze dwa patrole odbył w rejonie Brestu, jako część linii dozoru blokującej ewentualne wyjście w morze przebywających tam niemieckich pancerników „Scharnhorst” i „Gneisenau” oraz ciężkiego krążownika „Prinz Eugen”; nie nastąpiły wówczas żadne kontakty bojowe. W trakcie trzeciego okręt nieskutecznie atakował 15 lipca 1941 roku w Zatoce Biskajskiej na zachód od Île d'Yeu idący pod eskortą niemiecki zaopatrzeniowiec, dawny belgijski frachtowiec „Baudouinville”. Polski okręt wystrzelił niecelnie cztery torpedy. Po odbyciu czterech patroli na Oceanie Atlantyckim i przeglądzie mechanizmów w stoczni, we wrześniu 1941 roku „Sokoła” przeniesiono na Morze Śródziemne. W tym czasie dotychczasowy zastępca dowódcy, kapitan Bolesław Romanowski, został wysłany do Stanów Zjednoczonych, aby objąć tam przejmowany od US Navy okręt podwodny „Jastrząb”, a jego stanowisko otrzymał kapitan marynarki Jerzy Koziołkowski.

### Pierwsza kampania śródziemnomorska
Okręt opuścił Portsmouth 9 września i sześć dni później przybył do Gibraltaru. Po kolejnych czterech dniach wyszedł na patrol u wybrzeży Sycylii, biorąc udział w osłonie konwoju z zaopatrzeniem dla Malty (operacja „Halberd”). Nie napotykając przeciwnika, „Sokół” zakończył patrol, wchodząc 1 października 1941 roku do portu w Valletta, gdzie dołączył do 10. Flotylli Okrętów Podwodnych. W pierwszy patrol bojowy z Malty „Sokół” wyruszył 9 października, z zadaniem zaatakowania konwoju płynącego z Neapolu do Trypolisu, jednak ponieważ konwój rozbiło alianckie lotnictwo, został po dwóch dniach zawrócony do bazy. W trakcie następnego patrolu (od 23 października do 3 listopada 1941 roku) na Morzu Tyrreńskim zaatakował 28 października, w pobliżu wyspy Ischia, płynący w wykrytym konwoju włoski krążownik pomocniczy „Cittá di Palermo”. Polski okręt wystrzelił cztery torpedy, a kapitan Karnicki, polegając na obserwacji przez peryskop bojowy, zameldował o trafieniu w cel przynajmniej jednej z nich. Włoski okręt miał zostać zatopiony lub przynajmniej poważnie uszkodzony, co potwierdziła również komórka brytyjskiego wywiadu na Malcie i taki wynik ataku podawały starsze źródła. W rzeczywistości torpedy bądź chybiły celu, bądź eksplodowały przedwcześnie, ponieważ według nowszych badań, między innymi w archiwach włoskich i niemieckich, „Cittá di Palermo” już 19 listopada 1941 roku szedł w kolejnym konwoju do Afryki Północnej i był atakowany przez alianckie lotnictwo, co byłoby niemożliwe w przypadku trafienia go torpedą przez polską jednostkę. Ostatecznie włoski krążownik pomocniczy został zatopiony 5 stycznia 1942 roku przez brytyjski okręt podwodny „Proteus”. Jeszcze podczas tego samego patrolu, w nocy 2 listopada, w pobliżu wyspy Marettimo, „Sokół” napotkał płynący do Palermo włoski frachtowiec „Balilla”. Po zatrzymaniu statku i ewakuacji jego załogi polscy artylerzyści skutecznie ostrzelali cel. „Balilla” zatonął w ciągu kilkunastu minut, w odległości około 20 mil morskich od północno-zachodniego wybrzeża Sycylii. Według innych źródeł współudział w zatopieniu frachtowca miał brytyjski okręt podwodny „Utmost”, ale wydaje się to nieprawdopodobne, ponieważ dzień wcześniej storpedował on włoski parowiec „Marigola” u brzegów Tunezji, w odległości około 190 mil morskich od miejsca ataku „Sokoła” i w innym sektorze operacyjnym. Następnego dnia, po powrocie na Maltę, „Sokół” był wizytowany przez generała Władysława Sikorskiego. W uznaniu dokonań i zasług dowódcy i załogi okrętu, kapitan Borys Karnicki został przezeń osobiście odznaczony Krzyżem Srebrnym Orderu Virtuti Militari, a załoga – Krzyżami Walecznych. Na spotkaniu z załogą Naczelny Wódz przekazał marynarzom Jolly Rogera, którego wywieszano po każdym zwycięskim patrolu, dokumentując sukcesy jednostki.

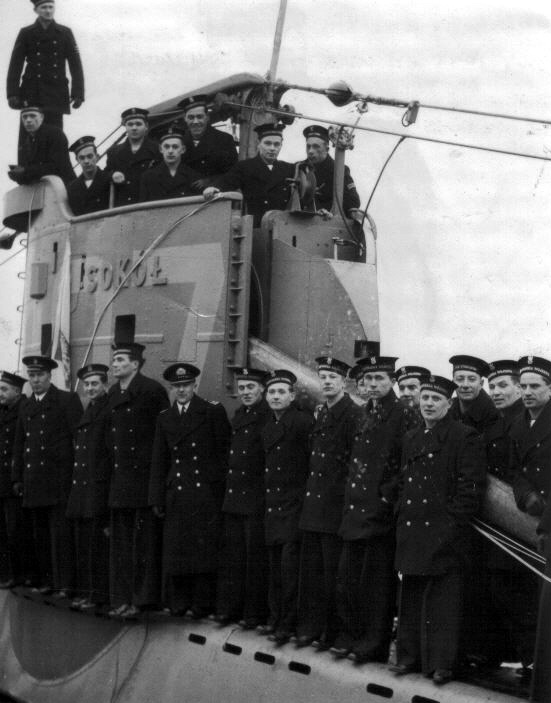
Załoga „Sokoła” na pokładzie jednostki w 1941 roku

Kolejny patrol miał miejsce w dniach od 13 do 27 listopada 1941 roku w okolicy włoskiej bazy marynarki w Navarino na zachodnim wybrzeżu Peloponezu. 19 listopada kapitan Karnicki podjął trudną nawigacyjnie akcję wdarcia się do zatoki i znajdującego się w niej portu. Zakończyła się ugrzęźnięciem w zagradzającej wejście sieci przeciw okrętom podwodnym. Podczas próby uwolnienia się polski okręt obrzuciły bombami głębinowymi nieprzyjacielskie ścigacze. Bliskie wybuchy uszkodziły peryskop wachtowy i anteny radiowe. Po zakończeniu włoskich ataków dowódca „Sokoła” zdecydował się, wykorzystując rozdarcie w sieci, na wystrzelenie torped w kierunku stojącego przy nabrzeżu włoskiego niszczyciela, rozpoznanego jako należący do typu Soldati. Według najnowszych źródeł okrętem tym był „Strale” (typu Dardo), chociaż starsze opracowania wymieniają „Ascari” lub „Aviere” typu Soldati. Polski dowódca stwierdził, że co najmniej jedna z wystrzelonych torped trafiła w cel, zatapiając go lub uszkadzając i taki wynik ataku podawany był przez znaczną część źródeł. Nowsze badania, wykorzystujące dostęp do archiwów włoskich, nie potwierdziły jednak faktu zadania jakichkolwiek strat okrętom Regia Marina, a to, co polska załoga w panujących ciemnościach wzięła za oznaki sukcesu, było najprawdopodobniej odgłosami wybuchu torped na nabrzeżu. Akcję w porcie w Navarino upamiętniono przez naszycie na Jolly Roger kraty symbolizującej sieć przeciwtorpedową.
Pomimo uszkodzeń „Sokół” pozostał w okolicy Navarino i w nocy z 21 na 22 listopada zaatakował opuszczające port trzy transportowce w eskorcie okrętu rozpoznanego jako torpedowiec typu Spica. Zgodnie z wynikami badań archiwalnych przyjmuje się, że były to dwa frachtowce: włoski „Bolsena” i niemiecki „Tinos”, osłaniane przez niszczyciel „Strale” (ten atakowany przez polski okręt 19 listopada) i torpedowiec „Orione”. Kilkanaście minut przed północą kapitan Karnicki wystrzelił trzy torpedy i, sugerując się odgłosami wybuchów zarejestrowanymi przez hydroakustyków, uznał, że dwie były celne i jeden z atakowanych statków odniósł uszkodzenia. W rzeczywistości atakowany konwój nie poniósł strat i 23 listopada dotarł do Bengazi w Libii. Niektóre źródła, opisując ten atak, przypisują polskiej jednostce uszkodzenie włoskiego zbiornikowca „Berbera”, który zatonął w nalocie brytyjskich bombowców na Navarino kilka dni później.
W trakcie następnego patrolu dowódca „Sokoła” zaobserwował z dużej odległości eskadrę ciężkich okrętów z pancernikiem „Littorio” na czele, zmierzającą w kierunku Bengazi. Z powodu dystansu i dużej prędkości włoskiego zespołu niemożliwe okazało się zajęcie pozycji do ataku. Okręty eskortujące konwój napotkały później na morzu zespół okrętów Royal Navy, staczając 17 grudnia 1941 roku potyczkę zwaną I bitwą pod Syrtą.
1 stycznia 1942 roku „Sokół” był ponownie wizytowany przez generała Sikorskiego. Pierwszy patrol w nowym roku, od 4 do 21 stycznia na Morzu Tyrreńskim, nie przyniósł spotkania z nieprzyjacielem. Za to na następnym, u wybrzeży afrykańskich w rejonie wysp Karkanna, polski okręt zatrzymał wieczorem 12 lutego włoski szkuner z napędem motorowym „Giuseppina” (392 BRT), wiozący ładunek węgla z Trypolisu do Tunisu. Po opuszczeniu statku przez załogę wszedł nań oddział pryzowy, by umieścić w przedziale silnikowym ładunki wybuchowe. Po eksplozji i trafieniu pociskiem z działa pokładowego szkuner zatonął. Wśród zdobyczy znajdowały się aktualne włoskie mapy Morza Śródziemnego, z zaznaczonymi pozycjami pól minowych. Jeszcze na tym samym patrolu „Sokół” atakował w nocy z 13 na 14 lutego włoski torpedowiec, jednak żadna z trzech wystrzelonych torped nie osiągnęła celu.
W trakcie pierwszej kampanii śródziemnomorskiej „Sokół” odbył jeszcze jeden patrol, od 4 do 16 marca 1942 roku, bez kontaktu bojowego (w rejsie tym obowiązki dowódcy okrętu pełnił dotychczasowy zastępca, kapitan Jerzy Koziołkowski). W tym czasie znacznie nasiliły się naloty lotnictwa państw Osi na Maltę. W ataku przeprowadzonym 25 marca 1942 roku okręt został ciężko uszkodzony pobliskimi wybuchami bomb, a od odłamków zginął starszy marynarz Józef Paszek. Okręt miał rozbite baterie akumulatorów oraz uszkodzoną jedną śrubę i peryskop. Wobec stałych nalotów na wyspę i coraz większych strat wśród stacjonujących tam alianckich okrętów (1 kwietnia zatopiono dwa okręty podwodne: „Pandorę” i P.36, 9 kwietnia – niszczyciel „Lance”, uszkodzenia odniosły między innymi niszczyciele „Kingston” i „Gallant”), admirał Andrew Cunningham zdecydował wycofać z Malty wszystkie uszkodzone i nienadające się do działań bojowych okręty. Po prowizorycznych naprawach, dokonanych w znacznej mierze dzięki doskonałej postawie załogi okrętu, „Sokół” odpłynął z Malty 17 kwietnia 1942 roku wraz z krążownikiem „Penelope”. Ponieważ zniszczone akumulatory uniemożliwiały zanurzenie, polski okręt przebył całą trasę do Gibraltaru na powierzchni, docierając tam 28 kwietnia. Przebywający w stoczni remontowej okręt i jego załogę wizytował 17 maja 1942 roku generał Władysław Anders, będący w drodze do ZSRR. Ponieważ stocznie w Gibraltarze nie były w stanie usunąć wszystkich uszkodzeń, okręt skierowano do Wielkiej Brytanii. „Sokół” dotarł do Holy Loch 9 lipca 1942 roku, a następnie przeszedł do stoczni w Blyth na remont generalny.

### Operacje z Wielkiej Brytanii
18 sierpnia 1942 roku nastąpiła zmiana na stanowisku dowódcy „Sokoła”. Z okrętu zszedł Borys Karnicki, awansowany do stopnia komandora podporucznika i przeniesiony do pracy sztabowej na lądzie, nowym dowódcą został zaś dotychczasowy zastępca, kapitan Jerzy Koziołkowski. Remont okrętu w Blyth zakończył się 20 września, po czym „Sokoła” skierowano na próby morskie, trwające do 12 grudnia 1942 roku. Na początku 1943 roku okręt odbył dwa patrole u wybrzeży północnej Norwegii, w pobliżu Altafiordu, gdzie bazował w tym czasie niemiecki pancernik „Tirpitz”. Następnie wpłynął do Dundee, gdzie przebywał w tym czasie nowo pozyskany przez Marynarkę Wojenną bliźniaczy „Dzik”. Obydwa okręty miały zostać skierowane na Morze Śródziemne, w związku z czym poddane zostały pracom mającym je przystosować do pływania na tym akwenie. „Sokół” opuścił Dundee 18 marca 1943 roku, rozpoczynając tym samym drugą kampanię śródziemnomorską.

### Druga kampania śródziemnomorska
Okręt dotarł do portu w Gibraltarze 7 kwietnia 1943 roku, po czym, przez Algier, popłynął na Maltę. Do La Valetty wszedł 12 maja, szczęśliwie unikając w trakcie rejsu, w nocy z 5 na 6 maja, torped wystrzelonych przez nieprzyjacielski okręt podwodny. Na Malcie „Sokół” został ponownie włączony w skład 10. Flotylli Okrętów Podwodnych. Na pierwszym patrolu w tej kampanii zaatakował 8 czerwca 1943 roku w zatoce Squillace u brzegów Kalabrii włoski żaglowiec „Papá Michele”, jednak obie wystrzelone torpedy chybiły. W trakcie kolejnych dwóch patroli, prowadzonych jako zabezpieczenie desantu na Sycylię, okręt miał prowadzić blokadę kolejno Neapolu i Bari. Pod Neapolem nie doszło do kontaktu z przeciwnikiem, pod Bari zaś załoga „Sokoła” dwukrotnie podejmowała próby ataku na nieprzyjacielskie konwoje, za każdym razem udaremniane przez okręty eskorty. Udział polskiego okrętu w operacji „Husky” upamiętniała naszyta na Jolly Roger sylwetka psa.
W trakcie kolejnego rejsu bojowego, tym razem w okolice Brindisi, nastąpiła zmiana w układzie sił na Morzu Śródziemnym. Włoska generalicja, nie widząc szans w dalszej wojnie ze Sprzymierzonymi, doprowadziła do obalenia rządu Benita Mussoliniego. Nowy rząd marszałka Pietra Badoglio rozpoczął rozmowy o wycofaniu Włoch z wojny, zakończone podpisaniem 3 września 1943 roku traktatu o zawieszeniu broni. Jego ogłoszenie nastąpiło 8 września, a jednym z warunków układu było oddanie włoskiej floty pod kontrolę aliantów. Przebywający w morzu „Sokół” otrzymał w związku z tym rozkaz nawiązania kontaktu z kapitanatem portu w Brindisi i przekazania instrukcji dotyczących kotwiczących tam statków i okrętów. 12 września 1943 roku wpłynął do portu w Brindisi jako pierwszy aliancki okręt. W trakcie manewrów w porcie doszło do kolizji z włoskim kutrem patrolowym „Meattini”, który zatonął. Ze stacjonujących w Brindisi jednostek włoskich sformowano konwój, przeprowadzony później w eskorcie „Sokoła” do Tarentu.
Kolejny patrol przeprowadził „Sokół” na Morzu Adriatyckim, w okolicach Poli. 4 października 1943 roku dwukrotnie bezskutecznie atakował torpedami nieprzyjacielskie transportowce: „Gigliola” i „Sebenico”. Dowódca okrętu raportował o trafieniu pierwszego z celów, jednak według współczesnych badaczy wystrzelona torpeda eksplodowała w odległości około 250 metrów przed statkiem, nie wyrządzając większych szkód. 7 października polski okręt odniósł swój największy sukces, zatapiając w okolicy przylądka Promontore (obecnie Kamenjak na półwyspie Istria) idący z Zary do Wenecji niemiecki transportowiec wojska (dawny statek pasażerski) „Eridania”. Z trzech wystrzelonych w kierunku celu torped trafiły dwie, powodując zatonięcie parowca w ciągu około 30 minut. Jednostka ta, o pojemności 7094 BRT była największym statkiem zatopionym podczas II wojny światowej przez okręty polskiej Marynarki Wojennej. Jeszcze tego samego dnia atakowany był nieskutecznie ostatnią torpedą kolejny niemiecki transportowiec „Sansego”, a ogniem artyleryjskim uszkodzono mały frachtowiec „Ugliano”.
Ponieważ po kapitulacji Włoch zabrakło w centralnej części Morza Śródziemnego godnych uwagi celów dla operujących z Malty okrętów podwodnych 10. Flotylli, zdecydowano o przeniesieniu „Sokoła” i „Dzika” w skład 1. Flotylli Okrętów Podwodnych w Bejrucie. Miały stamtąd paraliżować ruch niemieckich (i greckich pozostających w służbie niemieckiej) jednostek na Morzu Egejskim. „Sokół” opuścił Maltę 15 października, na pierwszy patrol z nowej bazy wyszedł 4 listopada 1943 roku. W jego trakcie zatopił 11 listopada w rejonie wyspy Amorgos niewielki niemiecki kuter „Argentina”, zatrzymany i po opuszczeniu przez załogę wysadzony w powietrze (grupa abordażowa powróciła z interesującym trofeum: flagą hitlerowską) oraz 18 listopada, w pobliżu wyspy Santoryn, mały grecki kuter „Taxiarchis”, pomocniczy patrolowiec w służbie niemieckiej. Ta ostatnia jednostka została ostrzelana z działa pokładowego po wzięciu do niewoli czterech członków załogi: dwóch Niemców i dwóch Greków. 19 listopada „Sokół” zaatakował na zachód od zatoki Sitia na Krecie grecki szkuner „Agios Antonios” w niemieckiej służbie, przewożący włoskich jeńców wojennych. Po ostrzelaniu przez polskich artylerzystów statek skierował się do brzegu, gdzie został zniszczony po wystrzeleniu dwóch torped. Nieco później, po akcji w sąsiedniej zatoczce, zatopiono kolejny szkuner w niemieckiej służbie, „Konstantinos”, i pomocniczy okręt ochrony wybrzeża (Küstenschutzboot) „Möwe”.

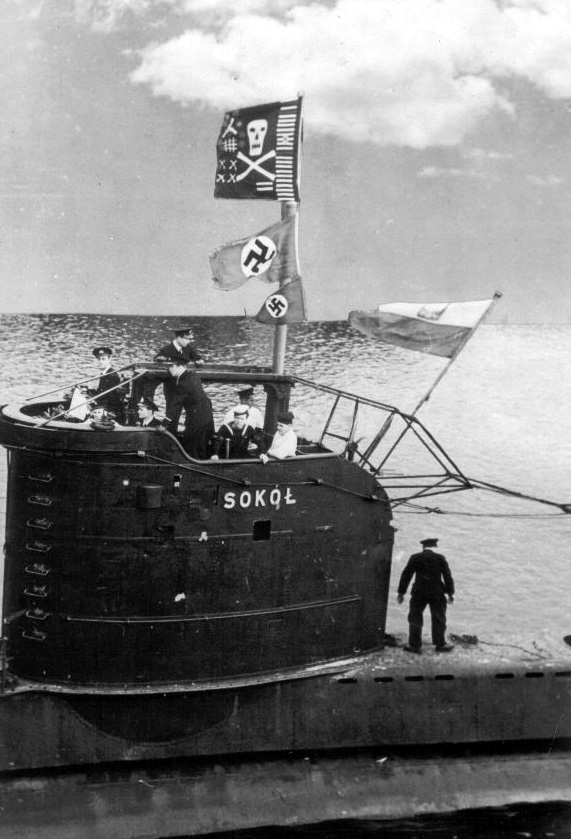
ORP „Sokół” z wywieszoną Jolly Roger w marcu 1944 roku

W kolejnym rejsie, w okolice wyspy Lemnos, „Sokół” atakował w nocy 11 grudnia, w sztormie i prawdopodobnie nieskutecznie, kolejny grecki statek. Jego nazwa nie została ostatecznie ustalona, źródła podają nazwę „Anthippi”, lecz ani ta nazwa, ani fakt zatopienia w tym rejonie jednostki pływającej nie znajdują potwierdzenia w wykazach flot i strat. Następnego dnia polski okręt zatopił na północ od Lesbos cztery niewielkie greckie szkunery. Pierwszym był „Agios Nikolaos”, kolejnym „Agios Eleimon”, trzeci i czwarty również nosiły nazwy „Agios Nikolaos”. Wszystkie zniszczono ogniem z działa pokładowego, a sześciu Greków z załóg kutrów przeszło na pokład polskiego okrętu. 15 grudnia rano „Sokół” zatrzymał kuter „Panagia” z Chios. Po obsadzeniu go załogą pryzową, przewieziono na pobliską wyspę Bozca, należącą do neutralnej Turcji, płynących na nim sześciu Greków i czterech z sześciu wziętych na pokład 12 grudnia (dwaj zostali na polskim okręcie, chcąc dołączyć do greckich oddziałów wojskowych walczących u boku aliantów). Siedmiu płynących na „Panagia” niemieckich żołnierzy wzięto do niewoli, a zabrana z kutra flaga ze swastyką wzbogaciła zbiór zdobyczy załogi.
17 grudnia „Sokół” zaatakował czterema torpedami bułgarski frachtowiec „Balkan” służący do przewozu wojska, ale wszystkie chybiły. Statek ten został ostatecznie zatopiony 23 grudnia przez brytyjski okręt podwodny „Sportsman”. W dniach od 9 do 28 stycznia 1944 roku „Sokół” wykonał ostatni śródziemnomorski patrol, na którym 12 stycznia na Morzu Kreteńskim w pobliżu wyspy Milos zatopił ogniem artyleryjskim kuter „Agia Paraskevi”. Była to ostatnia zatopiona jednostka i ostatni atak polskiego okrętu podwodnego w II wojnie światowej.
„Sokół” opuścił Bejrut 12 lutego, by przez Maltę dotrzeć 12 marca 1944 roku do Gibraltaru. Wychodząc stamtąd 20 marca, zakończył ostatecznie swą drugą kampanię śródziemnomorską. Działania obu polskich okrętów podwodnych typu U na Morzu Śródziemnym przyniosły im przydomek „Straszne Bliźniaki” (ang. Terrible Twins), nadany przede wszystkim na podstawie raportów o sukcesach odniesionych na patrolach, z których część po weryfikacji i porównaniu z danymi o stratach drugiej strony okazała się błędnymi. Niemniej jednak, w uznaniu dokonań polskich jednostek podwodnych i nawodnych na trudnym nawigacyjnie i operacyjnie akwenie Morza Śródziemnego, 9 lipca 1948 roku odsłonięto w Valettcie, w obecności gubernatora generalnego i przedstawicieli lokalnego rządu, dwujęzyczną tablicę pamiątkową poświęconą ich działalności podczas II wojny światowej. Obecnie znajduje się ona na zewnętrznej ścianie budynku maltańskiego National War Museum. Wyrazem uznania dla osiągnięć załogi „Sokoła” ze strony sojuszników było również odznaczenie kapitana Karnickiego wysokim odznaczeniem brytyjskim, Distinguished Service Order.

## Koniec służby w Marynarce Wojennej

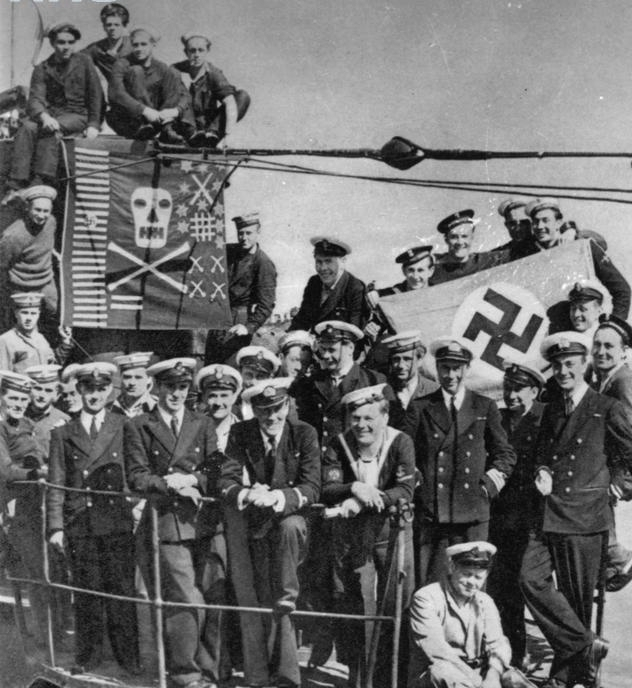
Załoga Sokoła w Gibraltarze

„Sokół” dotarł do Devonport 31 marca 1944 roku, po czym został skierowany na kolejny remont do Blyth, który zakończył się we wrześniu 1944 roku. Następnie okręt został wraz z „Dzikiem” przydzielony do 9. Flotylli Okrętów Podwodnych w Dundee, odbywając patrole bojowe u wybrzeży norweskich oraz biorąc udział w ćwiczeniach z udziałem marynarki i lotnictwa. 12 grudnia 1944 roku dowództwo okrętu zdał kapitan Koziołkowski, tymczasowo zastąpiony na tym stanowisku przez komandora podporucznika Bolesława Romanowskiego (dowódcę grupy polskich okrętów podwodnych w 9. Flotylli), a następnie przez kapitana marynarki Tadeusza Bernasa. Po zakończeniu działań wojennych „Sokół” przeszedł do Hartlepool, a wiosną 1946 roku – do Harwich. Ostatecznie okręt zwrócono Royal Navy 27 lipca 1946 roku, co potwierdzał rozkaz dzienny szefa Kierownictwa Marynarki Wojennej nr 42. Pozostający w rezerwie okręt został ostatecznie złomowany w 1949 roku.
Podczas służby w Polskiej Marynarce Wojennej „Sokół” odbył 32 patrole bojowe, przebywając na morzu 630 dni. Wykonał 15 ataków torpedowych, wystrzeliwując 42 torpedy, i 11 artyleryjskich. Na zweryfikowanej liście sukcesów okrętu i jego załogi znajduje się 13 zatopionych statków o łącznym tonażu wynoszącym 10 793 BRT i jedna jednostka wojenna. Poza materialnym wymiarem akcji „Sokoła”, wyrażającym się w stratach zadanych flotom przeciwników, nie mniej ważny był udział w akcjach blokowania portów, zabezpieczanie tras własnych konwojów i stwarzanie stałego zagrożenia dla żeglugi przeciwnika, co stanowiło znaczący wkład w historię polskiej Marynarki Wojennej walczącej u boku aliantów.
Jednostki przeciwnika zatopione lub uszkodzone przez ORP „Sokół”:
| Data                | Nazwa                             | BRT  | Przynależność                  | Typ ataku    | Wynik ataku |
| ------------------- | --------------------------------- | ---- | ------------------------------ | ------------ | ----------- |
| 2 listopada 1941    | frachtowiec „Balilla”             | 2469 | Włochy                         | artyleryjski | zatopiony   |
| 12 lutego 1942      | szkuner „Giuseppina”              | 392  | Włochy                         | abordaż      | zatopiony   |
| 7 października 1943 | transportowiec wojska „Eridania”  | 7094 | III Rzesza                     | torpedowy    | zatopiony   |
| 7 października 1943 | frachtowiec „Ugliano”             | 164  | Włochy                         | artyleryjski | uszkodzony  |
| 11 listopada 1943   | szkuner „Argentina”               | 64   | III Rzesza                     | abordaż      | zatopiony   |
| 18 listopada 1943   | kuter „Taxiarchis”                | 8    | Grecja (w służbie niemieckiej) | artyleryjski | zatopiony   |
| 19 listopada 1943   | szkuner „Agios Antonios”          | 145  | Grecja (w służbie niemieckiej) | torpedowy    | zatopiony   |
| 19 listopada 1943   | szkuner „Konstantinos”            | 140  | Grecja (w służbie niemieckiej) | torpedowy    | zatopiony   |
| 19 listopada 1943   | ścigacz okrętów podwodnych „Möwe” |      | III Rzesza                     | torpedowy    | zatopiony   |
| 12 grudnia 1943     | szkuner „Agios Nikolaos”          | 114  | Grecja (w służbie niemieckiej) | artyleryjski | zatopiony   |
| 12 grudnia 1943     | szkuner „Agios Eleimon”           | 130  | Grecja (w służbie niemieckiej) | artyleryjski | zatopiony   |
| 12 grudnia 1943     | szkuner „Agios Nikolaos”          | 100  | Grecja (w służbie niemieckiej) | artyleryjski | zatopiony   |
| 12 grudnia 1943     | szkuner „Agios Nikolaos”          | 35   | Grecja (w służbie niemieckiej) | artyleryjski | zatopiony   |
| 15 grudnia 1943     | kuter „Panagia”                   | 80   | Grecja (w służbie niemieckiej) | abordaż      | zatopiony   |
| 12 stycznia 1944    | kuter „Agia Paraskevi”            | 22   | Grecja (w służbie niemieckiej) | artyleryjski | zatopiony   |

W służbie pod biało-czerwoną banderą okrętem dowodzili następujący oficerowie:
- 19 stycznia 1941 r. – 3 marca 1942 r. kpt. mar. Borys Karnicki
- 3 marca 1942 r. – 17 marca 1942 r. kpt. mar. Jerzy Koziołkowski
- 17 marca 1942 r. – 18 sierpnia 1942 r. kpt. mar. Borys Karnicki
- 18 sierpnia 1942 r. – 12 grudnia 1944 r. kpt. mar. Jerzy Koziołkowski
- 12 grudnia 1944 r. – 7 lutego 1945 r. kmdr. ppor. Bolesław Romanowski
- 7 lutego 1945 r. – 27 lipca 1946 r. kpt. mar. Tadeusz Bernas[21].

Wszyscy oficerowie dowodzący „Sokołem” w czasie II wojny światowej zostali odznaczeni Orderem Virtuti Militari.

## Tradycja nazwy ORP „Sokół” w Marynarce Wojennej
Przed rozpoczęciem II wojny światowej nazwę „Sokół” nosił w polskiej marynarce wojennej jedynie holownik „Sokół”, który jako statek pomocniczy nie otrzymał przed nazwą skrótu ORP. Po zakończeniu wojny tradycję nazwy zwróconego Brytyjczykom okrętu podtrzymały dwa kolejne okręty podwodne:
- ORP „Sokół” – okręt projektu 613 (Whiskey), zbudowany w Związku Radzieckim w 1955 roku, w polskiej marynarce w latach 1964–1987[36]
- ORP „Sokół” – okręt typu 207 (Kobben), zbudowany w Republice Federalnej Niemiec dla marynarki norweskiej w 1967 roku, pod polską banderą od 2002 roku[37], wycofany ze służby w 2018 roku, przeznaczony na okręt-muzeum[38].